# 사랑과 사랑 사이에는
〈사랑과 사랑 사이에는〉(일본어: 恋と愛のその間には 코이토아이노소노켄니와[*])은 일본의 여성 아이돌 그룹 NMB48의 26번째 싱글 앨범으로, 2022년 2월 23일 발매되었다. 우메야마 코코나와 죠니시 레이가 센터 포지션을 맡았다.